# Agents of S.H.I.E.L.D.
Marvel's Agents of S.H.I.E.L.D., hay Agents of S.H.I.E.L.D., là một loạt phim truyền hình Mỹ được tạo ra bởi công ty phát thanh truyền hình Hoa Kỳ ABC bởi Joss Whedon, Jed Whedon và Maurissa Tancharoen, dựa trên tổ chức S.H.I.E.L.D. (Strategic Homeland Intervention, Enforcement, and Logistics Division) của truyện tranh Marvel, một tổ chức đặc vụ bí mật gìn giữ hòa bình. Loạt phim ban đầu là một phần trong vũ trụ điện ảnh Marvel (MCU) và có liên hệ với các bộ phim khác cùng thuộc MCU. Loạt phim được sản xuất bởi ABC Studios, Marvel Television, và Mutant Enemy Productions.
Bộ phim có sự tham gia của Clark Gregg trong vai Phil Coulson, vẫn giữ vai trò của anh trong loạt phim, cùng với Ming-Na Wen, Brett Dalton, Chloe Bennet, Iain De Caestecker và Elizabeth Henstridge. Các diễn viên Nick Blood, Adrianne Palicki, Henry Simmons, Luke Mitchell, John Hannah, Natalia Cordova-Buckley và Jeff Ward tham gia vào các mùa sau. Các đặc vụ của S.H.I.E.L.D đã phải đối phó với nhiều tình huống và kẻ thù khác thường như tổ chức Hydra, các Inhuman, LMD (Life Model Decoy - Thực thể mô phỏng), các sinh vật ngoài hành tinh như Kree và Chronicoms, và cả du hành thời gian.
Bộ phim được công chiếu vào ngày 24 tháng 9 năm 2013, với phần đầu tiên kết thúc vào ngày 13 tháng 5 năm 2014. Tiếp theo là phần hai từ tháng 9 năm 2014 đến tháng 5 năm 2015,  phần ba từ tháng 9 năm 2015 đến tháng 5 năm 2016,  phần thứ tư từ tháng 9 năm 2016 đến tháng 5 năm 2016 2017, và phần thứ năm từ tháng 12 năm 2017 đến tháng 5 năm 2018. Mùa thứ sáu được công chiếu vào ngày 10 tháng 5 năm 2019 và mùa thứ bảy cuối cùng được công chiếu vào ngày 27 tháng 5 năm 2020.
Một số nhân vật trong loạt phim đã được giới thiệu vào comic và các phương tiện truyền thông khác. Marvel's Most Wanted, một dự án tập trung vào 2 nhân vật Lance Hunter và Bobbi Morse, đã nhận được đơn đặt hàng thí điểm vào tháng 8 năm 2015 nhưng cuối cùng đã không dẫn đến phần phim riêng. Một sê-ri kỹ thuật số trực tuyến, Agents of S.H.I.E.L.D.: Slingshot, tập trung vào Elena "Yo-Yo" Rodriguez của Cordova-Buckley, đã được phát hành vào tháng 12 năm 2016 trên ABC.com.

## Nội Dung
Mùa 1 khởi đầu với việc theo chân đặc vụ S.H.I.E.L.D. là Phil Coulson khi anh ta tập hợp một nhóm đặc vụ để xử lý các trường hợp kỳ lạ. Họ điều tra về dự án Centipede với kẻ đứng đầu được biết tới với tên gọi Thấu Nhân (The Clairvoyant). Cuộc điều tra cuối cùng phát hiện ra rằng tổ chức này được hỗ trợ bởi một nhóm khủng bố là Hydra, đã bí mật xâm nhập vào S.H.I.E.L.D. Trong mùa thứ hai, tiếp nối sự kiện sụp đổ của S.H.I.E.L.D. trong Captain America: The Winter Soldier, Coulson trở thành giám đốc mới của tổ chức và được giao nhiệm vụ xây dựng lại S.H.I.E.L.D. để đối phó với Hydra và một chủng tộc có sức mạnh siêu nhiên được tiết lộ có tên là Inhuman.
Trong mùa thứ ba, Coulson bắt đầu xúc tiến kế hoạch thành lập một nhóm các Chiến binh bí mật bao gồm các Inhuman trong khi Hydra tìm cách đưa một thủ lĩnh Inhuman cổ xưa của mình trở lại để nắm quyền lực, kẻ sau đó được tiết lộ là Hive. S.H.I.E.L.D. đã giành chiến thắng trước Hive và Hydra, đồng thời lại được công nhận là một tổ chức hợp pháp với việc ký kết Hiệp định Sokovia. Ở mùa thứ tư, Coulson trở lại làm đặc vụ và S.H.I.E.L.D. có một nhà lãnh đạo mới. Họ được giao nhiệm vụ theo dõi những người có sức mạnh đặc biệt trong đó có Robbie Reyes / Ghost Rider. Thêm vào đó, các đặc vụ Leo Fitz và Holden Radcliffe đã hoàn thành dự án thực tế ảo bí mật của họ với việc tạo ra LMD và Framework, mà sau đó đã tạo ra những rắc rối khác.
Mùa thứ năm chứng kiến Coulson và đội của mình bị bắt cóc tới Ngọn hải đăng vào năm 2091, nơi họ vừa phải cố gắng cứu những gì còn lại của nhân loại trong khi vừa tìm ra cách về nhà và thay đổi tương lai. Sau khi trở về được hiện tại, Coulson và nhóm của mình phải cố gắng để ngăn chặn tương lai mà họ đã nhìn thấy. S.H.I.E.L.D sau đó đã thành công trong việc đánh bại Glenn Talbot với sức mạnh của Gravitonium, nhưng Coulson chết do giao kèo với Ghost Rider trong phần trước.
Mùa thứ sáu bắt đầu với việc các đặc vụ S.H.I.E.L.D. chia thành hai nhóm: một nhóm lên vũ trụ để tìm Fitz - người bị lạc sau chuyến du hành thời gian mùa trước - trong khi những người còn lại ở Trái đất phải đối mặt với một nhóm lính đánh thuê do Sarge dẫn đầu, một kẻ mang ngoại hình giống hệt Coulson. Phần bảy là việc cả nhóm, bao gồm cả LMD của Coulson di chuyển trong các dòng thời gian để ngăn những thợ săn Chronicom muốn biến Trái đất thành ngôi nhà mới của họ và xóa sổ S.H.I.E.L.D. từ quá khứ.

## Nhân Vật và diễn viên chính
- Clark Gregg vai Phil Coulson và Sarge / Pachakutiq:
Coulson là một đặc vụ cao cấp của S.H.I.E.L.D. và sau đó trở thành giám đốc của tổ chức. Vào tháng 4 năm 2013, Gregg đã đồng ý tham gia loạt phim khi nghe lời giải thích của nhà sáng tạo Joss Whedon về sự hồi sinh của Coulson, sau cái chết của nhân vật này trong The Avengers, mà anh gọi là "hấp dẫn" và "đúng với thế giới truyện tranh". Gregg đã hóa thân để phù hợp với sự thăng tiến của Coulson trong vai trò chỉ huy, điều này đồng thời buộc nhân vật phải có thái độ lãnh đạo hơn, giống như của Nick Fury. Sau khi bị Ghost Rider chiếm hữu trong tập cuối mùa thứ tư, dòng máu Kree giúp hồi sinh Coulson đã bị đốt cháy hết và cuối cùng anh chết sau tập cuối mùa thứ năm. Gregg đóng vai một nhân vật mới -Sarge- trong phần sáu và một phiên bản LMD cải tiến của Coulson trong phần bảy.
- Ming-Na Wen vai Melinda May:
 Là một phi công của S.H.I.E.L.D và một chuyên gia về vũ khí. Lúc đầu, cô thỏa thuận với Coulson sẽ chỉ đảm nhiệm vai trò " người vận chuyển " và không tham gia các nhiệm vụ hiện trường nhưng sau đó đổi ý. Ming-Na Wen đã tiết lộ một số chuyện hậu trường của nhân vật nhưng không cho biết làm thế nào cô nhận được vai. Wen cũng tiết lộ rằng mỗi quan hệ của May với Coulson là lý do cô ở lại S.H.I.E.L.D bất chấp quá khứ của mình.
- Brett Dalton vai Grant Ward và Hive:
Ward là một đặc vụ của Hydra được cài cắm trong S.H.I.E.L.D. Đạo diễn Jed Whedon giải thích rằng họ muốn có "sự xâm nhập phản bội" ở quy mô nhỏ (nhóm của Coulson) để làm nổi bật điều tương tự xảy ra trên quy mô lớn (toàn bộ tổ chức S.H.I.E.L.D) và làm cho việc gia nhập Hydra trở nên cá nhân hơn cho các nhân vật. Dalton cho rằng Ward luôn trung thành với John Garrett hơn là với chính Hydra, mặc dù anh ta vẫn là một nhân vật phản diện đối với S.H.I.E.L.D. Ward bị giết bởi Coulson trong phần ba, và cơ thể của anh ta bị chiếm hữu bởi một InHuman cổ đại là Hive (vẫn do Dalton thủ vai) . Sau khi Hive chết, Dalton trở lại loạt phim trong phần thứ tư để vào vai Ward trong Framework,  nơi anh vẫn là bạn trai của Daisy Johnson.
- Chloe Bennet vai Daisy "Skye" Johnson / Quake:
Là một đặc vụ Inhuman của S.H.I.E.L.D. với khả năng tạo ra động đất. Ban đầu cô được biết đến như một hacker máy tính với tên gọi Skye và được tuyển dụng vào S.H.I.E.L.D bởi Coulson. Ở mùa 2 cô được biết danh tính thật của mình là Daisy Johnson đồng thời cũng là một Inhuman. Cô sau đó cũng được biết tới với biệt danh Quake.
- Iain De Caestecker vai Leo Fitz:
Là một đặc vụ của S.H.I.E.L.D chuyên về công nghệ và kỹ thuật, đặc biệt giỏi trong việc chế tạo và sửa chữa vũ khí. Diễn viên De Caestecker miêu tả Fitz luôn " đam mê với công việc đang làm " nhưng không thông minh lắm về mặt diễn tả cảm xúc. Fitz có mối quan hệ chặt chẽ với Simmons; De Caestecker nói rằng họ " phù hợp với nhau theo một cách rất kỳ lạ."
- Elizabeth Henstridge vai Jemma Simmons:
Là nhà khoa học của S.H.I.E.L.D chuyên về hóa sinh và nghiên cứu sự sống (cả con người và người ngoài hành tinh).Henstridge mô tả nhân vật của cô là "thông minh, tập trung và rất tò mò ..." . Cô có mối quan hệ đặc biệt với Fitz. Khi Fitz và Simmons bắt đầu dành thời gian cho nhau trong loạt phim, Henstridge lưu ý rằng nó "mang lại một động lực hoàn toàn mới cho những nhân vật của họ" vì họ gần như không thể tách rời kể từ lần gặp đầu tiên. Về sự khắc nghiệt trong tính cách của Simmons được thấy trong các mùa sau, Henstridge lưu ý rằng nhân vật này "luôn luôn rất toán học theo một cách nào đó". Simmons cũng có những "thay đổi" sâu sắc sau khi bị mắc kẹt trên hành tinh Maveth trong sáu tháng.
- Nick Blood vai Lance Hunter:
Là một lính đánh thuê trước khi gia nhập S.H.I.E.L.D theo lời mời của Coulson. Blood mô tả Lance Hunter là người " không chấp nhận hệ thống phân cấp trong S.H.I.E.L.D". Anh nói thêm rằng nhân vật của mình rất độc lập và tự do nên không muốn có cảm giác bị phân biệt. Ngoài ra,  Lance Hunter không quá coi trọng hình thức và nếu Coulson làm gì đó anh ta không hiểu hoặc đồng ý , anh ta sẽ nếu ý kiến. Hunter là chồng cũ của Bobbi Morse và 2 người vẫn có mối quan hệ thân mật trong các phần phim.
- Adrianne Palicki vai Bobbi Morse:
Là vợ cũ của Hunter đồng thời cũng là đặc vụ S.H.I.E.L.D. Lúc đầu cô xuất hiện với vai trò gián điệp của S.H.I.E.L.D trong Hydra và đã cứu Simmons về tổ chức khi cô ấy bị lộ. Palicki đã được mời đóng thử Bobbi Morse trong phần 2 và cô đã  được huấn luyện võ thuật và súng đồng thời học cách sử dụng cây gậy là vũ khí đặc trưng của nhân vật. Morse có phong cách chiến đấu khá tương đồng với Black Widow trong MCU.
- Henry Simmons vai Alphonso "Mack" MacKenzie:
Là một thợ máy của S.H.I.E.L.D và luôn ngờ vực những người ngoài hành tinh cũng như các siêu anh hùng. Dù sở hữu thân hình to lớn nhưng Mark không thích bạo lực và luôn coi đó là lựa chọn cuối cùng khi không còn cách nào khác. Ở phần sáu, anh là người lãnh đạo tổ chức S.H.I.E.L.D sau khi Phil Coulson chết cuối phần 5.
- Natalia Cordova-Buckley vai Elena "Yo-Yo" Rodriguez:
Là một Inhuman người Colombia với khả năng di chuyển cực nhanh và trở về điểm ban đầu chỉ trong chớp mắt (lý do mà Mark gọi cô là Yo-Yo). Cô miễn cưỡng gia nhập S.H.I.E.L.D và trở thành một phần của chương trình chiến binh Bí Mật rồi sau đó dần trở nên rất thân thiết với Mark. Khi lần đầu tiên thể hiện nhân vật, Cordova-Buckley thường mỉm cười mỗi khi Rodriguez chuẩn bị sử dụng khả năng của mình. Sau khi người hâm mộ phản ứng tích cực về điều này, nữ diễn viên đã biến đặc điểm này thành một tính cách đặc trưng cho nhân vật.

## Sản xuất

### Phát triển
Sau khi Walt Disney mua Marvel Entertainment vào năm 2009, họ tuyên bố rằng một bộ phận Marvel Television đang được thành lập dưới quyền Jeph Loeb. Trong những tháng tiếp theo, nhiều dự án dựa trên truyện tranh của Marvel đã được phát triển. Vào tháng 7 năm 2012, Marvel Television đã tham gia các cuộc thảo luận với ABC để thực hiện một bộ phim truyền hình mới lấy bối cảnh Vũ trụ Điện ảnh Marvel, mặc dù tại thời điểm đó họ chưa quyết định được nó sẽ như thế nào. Tháng sau, Marvel thông báo rằng đạo diễn của The Avengers là Joss Whedon, người sản xuất các chương trình truyền hình khác như Buffy the Vampire Slayer và Firefly, sẽ tham gia vào sự phát triển của loạt phim.
Vào tháng 8 năm 2012, ABC đã đặt hàng loạt phim có tên gọi là S.H.I.E.L.D được đạo diễn bởi Joss Whedon, với kịch bản cùng được viết với Maurissa Tancharoen. Loạt phim được bật đèn xanh bởi CEO của Disney là  Bob Iger. Vào tháng 4 năm 2013, ABC đã thông báo rằng bộ phim sẽ có tựa đề Marvel's Agents of S.H.I.E.L.D. và đó cũng là tên chính thức được chọn cho loạt phim 22 tập vào tháng 5 năm 2013. Sê ri phim sau đó được lần lượt gia hạn mỗi năm một mùa và kết thúc vào năm 2019 với phần 7.

### Kịch Bản
Ban đầu kịch bản của loạt phim được xây dựng để kết nối với vũ trụ Marvel và trong một số phần cũng có sự xuất hiện của các nhân vật góp mặt trong các bộ phim khác của MCU. Tuy nhiên, sau đó với sự phát triển của loạt phim, đặc biệt năng lực của các nhân vật khiến các đặc vụ của S.H.I.E.L.D - đặc biệt là nhóm Inhuman và Quake - có phần còn đáng sợ hơn cả nhóm Avenger, điều này dẫn tới sự phản ứng của khán giả. Do đó từ phần 4 kịch bản của loạt phim được xây dựng để không còn liên quan đến MCU. Chloe Bennet ví đoạn kết của phần ba là "kết thúc cuốn sách đầu tiên của SHIELD... và bắt đầu một chương hoàn toàn mới cho loạt phim". Cô nói thêm rằng "cốt truyện mà chúng tôi bắt đầu từ đầu mùa 1 đã thực sự kết thúc vào cuối mùa 3".
Nói về sự cân bằng giữa sáng tạo của nhóm tác giả và cốt truyện gốc đã có trong Marvel comic, Bell nói rằng đó là một thách thức lớn. Họ phải tạo ra câu chuyện phù hợp với cả người hâm mộ Marvel lẫn các khán giả truyền hình không phải fan của Marvel. Jed Whedon giải thích rằng có những nội dung gốc trong comic mà bộ phim không được phép thay đổi nhưng họ chỉ sử dụng truyện tranh để truyền cảm hứng cho việc sáng tạo ra câu chuyện của riêng họ. Tancharoen nói thêm rằng: "Chúng tôi luôn được truyền cảm hứng và bị ảnh hưởng bởi truyện tranh, nhưng tất nhiên trong kịch bản, chúng tôi sẽ luôn sáng tạo theo ý mình".
Vào tháng 5 năm 2017, Jed Whedon nói rằng họ không chắc chắn điều gì sẽ xảy ra tiếp theo và các tác giả đã sẵn sàng kế hoạch để mùa 5 có thể là kết thúc cho cả loạt phim. Whedon nói thêm rằng "chúng tôi đã sẵn sàng nếu đây là kết thúc. Chúng tôi chắc chắn sẽ làm cho nó trở nên thú vị." Mặc dù vậy, cuối cùng loạt phim đã được gia hạn tới 7 mùa. Bell nói rằng khi bước sang mùa thứ bảy và biết đây sẽ là mùa cuối cùng, họ "đã nắm lấy cơ hội. Có rất nhiều điều thú vị mà chúng tôi đã không bao giờ thử trước đó trong chương trình"

### Phân vai
Vào tháng 10 năm 2012, một bảng phân vai cho 5 vai chính đã được gửi đi. Tại New York Comic Con, Joss Whedon, Kevin Feige, và Clark Gregg đã được thông báo Gregg sẽ trở lại với vai diễn đặc vụ Phil Coulson mà anh đã đảm nhiệm trong Iron Man, Iron Man 2, Thor, The Avengers, Marvel One-Shots và sẽ là người đứng đầu loạt phim. Nữ diễn viên Ming-Na Wen đảm nhận vai diễn Melinda May. Vào tháng sau, Elizabeth Henstridge và Iain De Caestecker đảm nhận Jemma Simmons và Leo Fitz, trong khi Brett Dalton sẽ vào vai Grant Ward. Tháng 12, Chloe Bennet đã được lựa chọn trong số hơn 400 diễn viên cho vai Skye.
Tại San Diego Comic-Con 2014, Nick Blood được giới thiệu sẽ đảm nhận vai Lance Hunter cho phần 2, trong khi nhân vật Bobbi Morse được tiết lộ sẽ xuất hiện. Vào tháng 8, Henry Simmons gia nhập với vai diễn Alphonso "Mack" MacKenzie, một vai diễn sẽ xuất hiện thường xuyên và Adrianne Palicki tham gia vào vai Morse trong vai trò khách mời ở tập "A Hen in the Wolf House". Vào tháng sau, tất cả các diễn viên này được xác nhận là diễn viên chính cùng với Blood. Palicki tham gia cùng họ với tập "Aftershocks". Tháng 2 năm 2015, Luke Mitchell được chọn cho vai Lincoln Campbell, vai diễn chính trong loạt sau của mùa này.
Tất cả các diễn viên chính ở phần 2 đều trở lại ở phần 3,với Simmons và Mitchell tham gia cùng họ với vai trò diễn viên chính. Vào tháng 10 năm 2015, the Inhuman Hive được giới thiệu; hắn sử dụng thân xác của Grant Ward, và được thể hiện Brett Dalton một lần nữa. Cùng được giới thiệu còn có Natalia Cordova-Buckley và John Hannah, với các vai lần lượt là Elena "Yo-Yo" Rodriguez và Holden Radcliffe. Blood và Palicki rời khỏi bộ phim sau tập "Parting Shot", để bắt đầu dự án khác Marvel's Most Wanted. Dalton và Mitchell cũng ra đi sau khi các nhân vật của họ chết.
Gregg, Wen, Bennet, De Caestecker, Henstridge, và Simmons tiếp tục trở lại trong phần 4 và phần 5 đồng thời chào đón sự gia nhập của Hannah ở phần 4 và Cordova-Buckley quay trở lại với vai Rodriguez, trước cô khi trở thành diễn viên chính mùa 5.
Clark Gregg, Wen, Bennet, De Caestecker, Henstridge, Simmons, và Cordova-Buckley vẫn tiếp tục đồng hành trong các phần 6 và phần 7.

### Thiết kế

#### Trang Phục
Betsy Heimann đảm nhận thiết kế trang phục nhân vật, nhưng sau đó đã rời khỏi loạt phim. Trợ lý thiết kế Ann Foley đảm nhận các tập tiếp theo, và đã hợp tác chặt chẽ với Tancharoen để tạo ra "những nhân vật rất mạnh mẽ, khác biệt" có "ngoại hình phát triển cùng với bộ phim.Foley cũng hợp tác ý tưởng với các nghệ sĩ Phillip Boutte Jr. và Josh Shaw để hỗ trợ quá trình thiết kế.
Sau khi đọc từng kịch bản cho mỗi bộ phim Foley sẽ thảo luận với nhà viết kịch bản về diện mạo của các nhân vật qua từng tập phim. Trang phục và phụ kiện được đưa cho diễn viên ngay trước khi quay và điều này thường rất khó khăn do lịch trình 8 ngày 1 tập. CCO của Marvel Joe Quesada tham gia phê duyệt trang phục các nhân vật đầu tiên, bao gồm cả trang phục Quake của Daisy Johnson trong phần 3. Trang phục của Quake được xây dựng dựa trên Marvel Comic và được thiết kế để cho thấy Quake " có thể dễ dàng là một phần của Avengers", mà cuối cùng đã không xảy ra.

#### Đạo Cụ và hiệu ứng
Bộ phận đạo cụ được dẫn dắt bởi Scott Bauer. Các vũ khí được giới thiệu trong phim như Súng bắn vô hiệu hóa, hay ICER, hoặc các vũ khi thông thường các đặc vụ hay sử dụng được Bauer thiết kế sao cho giống khoa học viễn tưởng. Bauer đã nghiên cứu và chế tạo khẩu "Shotgun Axe" của Mack bằng cách tái sử dụng khẩu súng trường ICER. Các tinh thể kích hoạt khả năng của các Inhuman được in 3D từ nhựa rắn và sau đó được thêm vào các chi tiết bổ sung. Các hiệu ứng và đạo cụ bổ sung được tạo ra bởi Legacy Effects, người cũng làm công việc tương tự cho các bộ phim khác của Marvel trong đó đáng chú ý là chiếc găng tay của Daisy Johnson trong mùa 3. Tạo hình các nhân vật khác thường được thực hiện bởi Glenn Hetrick của Optic Nerve Studios. Hetrick bắt đầu với việc tạo ra khuôn mặt Inhuman của Raina ở phần 2 và sau đó là Lash ở phần 3.

### Quay phim
Việc quay phim hầu như diễn ra ở Los Angeles để phù hợp với lịch làm việc của Joss Whedon, trong khi phần còn lại được quay ở thành phố Culver City, California. Ngoài ra các phân cảnh bổ sung được quay ở nhiều nơi trên thế giới bao gồm Paris, France, Stockholm, Sweden, và Old San Juan, Puerto Rico. Loạt phim này được quay bởi máy quay Arri Alexa ở độ phân giải 2K.

### Hiệu ứng hình ảnh
FuseFX đóng vai trò là nhà cung cấp hiệu ứng hình ảnh cho Agents of S.H.I.E.L.D. cùng với sự cộng tác của Pixomondo, Cosa, Greenhaus GFX, Lion VFX và Synaptic. Mark Kolpack đóng vai trò là người giám sát hiệu ứng hình ảnh cho loạt phim. Nhà sản xuất VFX Andrea D'Amico đã tham gia cùng nhóm FuseFX để làm việc cho loạt phim vào tháng 12 năm 2015. Có hai đội quản lý sản xuất và sáng tạo riêng biệt được thành lập để làm việc trong loạt phim, với các nhà sản xuất, nhà soạn nhạc và các nghệ sĩ khác nhau để có thể đảm nhiệm xen kẽ các tập. Điều này rất quan trọng vì hầu hết các tập phim phải được thực hiện đồng thời, hai hoặc ba tập cùng một lúc. Các hiệu ứng tiêu biểu cho sê-ri bao gồm tạo ra hiệu ứng hoạt cảnh điều khiển nhân vật, phương tiện thực tế bằng hình ảnh, phần mở rộng tập CG, và hiệu ứng khí quyển. Một số đạo cụ trong phim, chẳng hạn như chiếc Quinjet và Helicarrier, được chia sẻ từ Industrial Light & Magic, mặc dù "những mô hình đó thường rất nặng và dày đặc dữ liệu".

### Âm nhạc
Bear McCreary xác nhận rằng ông sẽ đảm nhiệm phần âm thanh cho loạt phim vào tháng 7 năm 2013. Không giống như những lần trước, lần này ABC và Marvel đã cho phép McCreary sử dụng một dàn nhạc giao hưởng đầy đủ với 50 hoặc 70 người chơi và hơn 90 người cho các tập "quan trọng". Kể từ khi biết Agents of S.H.I.E.L.D. là phim truyền hình MCU đầu tiên, McCreary có "cảm giác rằng nó phải có kết nối" với dàn âm thanh nhất quán của loạt phim MCU, nhưng thông qua lăng kính truyền hình. McCreary sáng tác trung bình 30 phút âm thanh cho mỗi tập. Các nhà làm phim muốn có một âm thanh đặc biệt, "một thứ gì đó lớn lao, ... thuộc về Vũ trụ Điện ảnh Marvel nhưng cũng "thân mật" vì đây không phải là phim về những siêu anh hùng, đây là những người bình thường. Vào tháng 9 năm 2014, McCreary tuyên bố có kế hoạch xuất bản nhạc phim Agents of S.H.I.E.L.D. ra công chúng và sau đó đã được Marvel Music phát hành kỹ thuật số 1 năm sau.
| STT              | Nhan đề                                                        | Thời lượng |
| ---------------- | -------------------------------------------------------------- | ---------- |
| 1.               | "Agents of S.H.I.E.L.D. Overture"                              | 2:51       |
| 2.               | "Showdown at Union Station" ("Pilot" and "The Bridge")         | 6:58       |
| 3.               | "0–8–4" ("0-8-4")                                              | 9:02       |
| 4.               | "Rocket Launch" ("0-8-4")                                      | 3:03       |
| 5.               | "The Obelisk" ("Shadows")                                      | 3:56       |
| 6.               | "Aftermath of the Uprising" ("Turn, Turn, Turn")               | 4:37       |
| 7.               | "Gravitonium" ("The Asset")                                    | 4:20       |
| 8.               | "Cal" ("One of Us")                                            | 2:42       |
| 9.               | "Cello Concerto" ("The Only Light in the Darkness")            | 4:49       |
| 10.              | "Willing to Sacrifice" ("Shadows")                             | 4:32       |
| 11.              | "Alien DNA" ("The Well", "Beginning of the End" and "Shadows") | 5:58       |
| 12.              | "FZZT" ("FZZT")                                                | 3:51       |
| 13.              | "Garrett" ("T.A.H.I.T.I.")                                     | 2:09       |
| 14.              | "Hail Hydra" ("Turn, Turn, Turn")                              | 1:47       |
| 15.              | "Helicopter Rescue" ("Beginning of the End")                   | 2:05       |
| 16.              | "Terrigen Crystals" ("Scars")                                  | 4:21       |
| 17.              | "The Big Bang" ("Beginning of the End")                        | 7:05       |
| 18.              | "The Rising Tide" ("Pilot")                                    | 3:46       |
| Tổng thời lượng: | Tổng thời lượng:                                               | 1:17:52    |